# Platja d'en Ros
La platja d'en Ros és una platja natural del municipi de Cadaqués (Alt Empordà), situada en una petita badia dins la badia de Cadaqués, on també hi ha la platja de ses Oliveres, separades per uns grenys de roca, en una zona urbanitzada. Orientada a l'oest, té una longitud de 80 m i una amplada de 8 m, formada per sorra i còdols, amb un pendent d'entrada a l'aigua suau.
El nom d'en ros prové d'un capital d'un bergantí del segle XVI que feia la ruta Cadaqués-Barcelona i que també era el propietari de la vinya del darrere de la platja.
Entre aquesta platja i la platja d'en Pere Fet, hi ha el Xalet Pérez del Pulgar, casa construïda el 1957 per Francesc Joan Barba i Corsini.